# Pterolophia trobriandensis
Pterolophia trobriandensis är en skalbaggsart som beskrevs av Stefan von Breuning 1970. Pterolophia trobriandensis ingår i släktet Pterolophia och familjen långhorningar. Inga underarter finns listade i Catalogue of Life.